# Лежень річковий

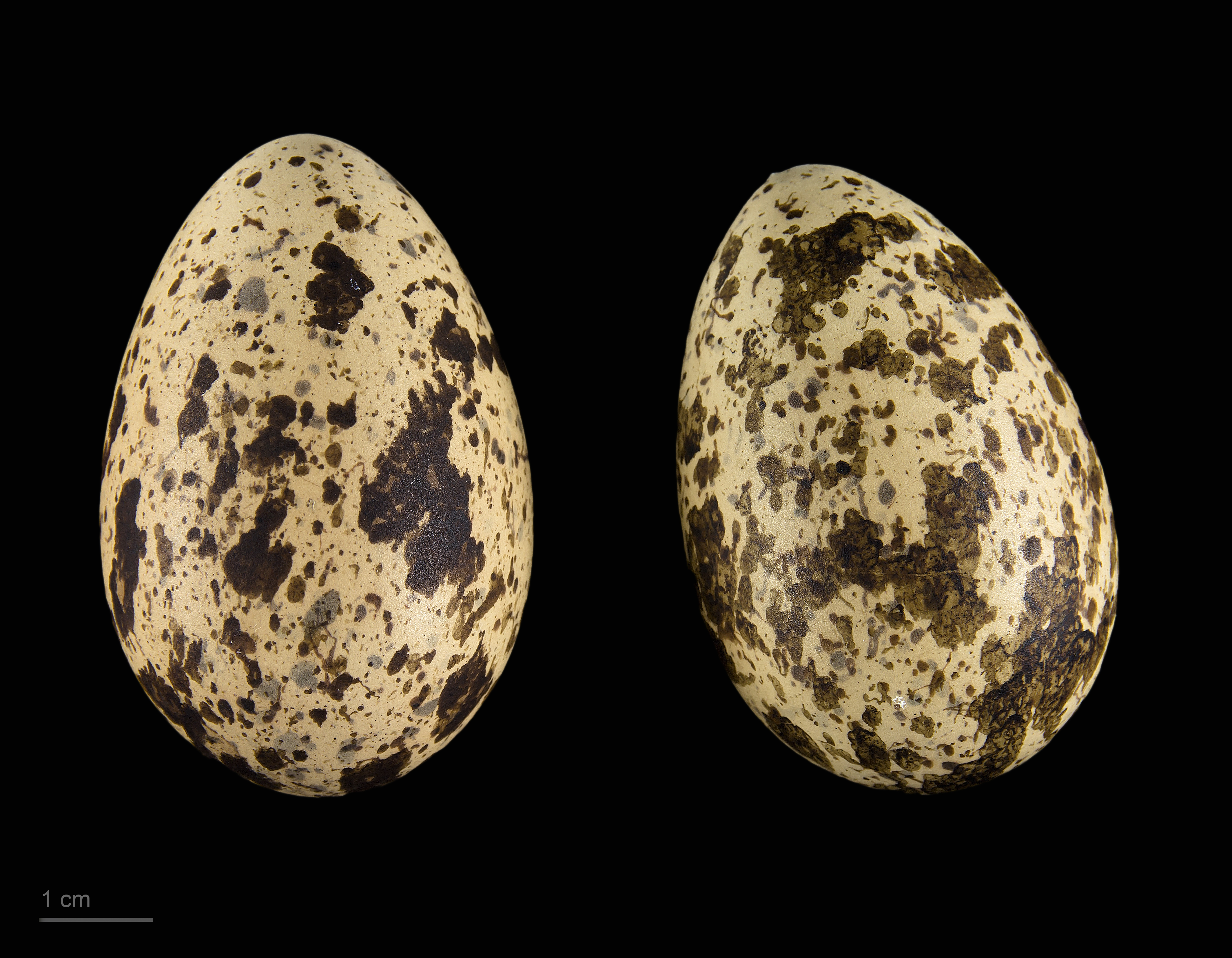
яйце Burhinus senegalensis - Тулузький музей

Лежень річковий (Burhinus senegalensis) — вид сивкоподібних птахів родини лежневих (Burhinidae).

## Поширення
Птах поширений в субекваторіальній частині Африки від Сенегалу до Сомалі, та на північ вздовж річки Ніл до Середземного моря. Мешкає у сухих саванах та степах, пустель уникає.

## Опис
Птах завдовжки до 38 см. Забарвлення сіро-коричневе з світло-сірими смужками. Зовні схожий на лежня (Burhinus oedicnemus), має світліше забарвлення, довший дзьоб та вираженіше кільце навколо очей.

## Спосіб життя
Трапляється в сухих саванах. Тримається неподалік водойм. Живиться комахами та іншими безхребетними, дрібними хребетними. Про розмноження відомо дуже мало. Обидва батьки піклуються про пташенят.